# Asociación Internacional de Urbanistas
La Asociación Internacional de Urbanistas (AIU), conocida en sus siglas en inglés como ISOCARP (International Society of City and Regional Planners), es una asociación global de experimentados urbanistas profesionales, que fundada en 1965 cuenta con miembros procedentes de más de 70 países. Se organiza en un Comité Ejecutivo (EXCO), presidido por Ismael Fernández Mejía (México), y cuyo Secretario General es Alex Mcgregor (Escocia).
ISOCARP es una organización no gubernamental, reconocida por las Naciones Unidas y el Consejo de Europa, y con estatus consultivo en la UNESCO.

## Objetivos y actividades

### Objetivos
- Mejora de la práctica del urbanismo a través de la creación de una plataforma de intercambio entre urbanistas de diversos países.
- Promoción de la profesión de urbanista en todos sus aspectos, especialmente desde el punto de vista de su identidad, los servicios que puede ofrecer y las condiciones que requiere para funcionar.
- Promoción de la investigación sobre urbanismo.
- Mejora (en teoría y práctica) de la educación y el entrenamiento en temas de urbanismo.
- Provisión de información y consejo en temas importantes de planeación

### Actividades
- Congreso anual con seminarios temáticos de urbanismo, conferencias, exposiciones y visitas de estudio.
- Publicación de reportes de congresos, seminarios y casos de estudio.
- Talleres y concursos específicos para jóvenes urbanistas
- Publicación de material comparativo reciente sobre políticas de planeación y urbanismo, métodos, legislación, etc, en todos los países, estén o no representados en la Asociación.
- Representación en importantes eventos internacionales con temas de urbanismo.
- Evaluación de las nuevas tendencias y desarrollos en la práctica del urbanismo.